# Le Train dans la neige
Le Train dans la neige – ou La Locomotive – est un tableau réalisé par le peintre français Claude Monet en 1875. Cette huile sur toile est un paysage urbain qui représente un train fumant dans un environnement enneigé. Un temps la propriété du collectionneur Georges de Bellio, elle est, depuis un don en 1940, conservée au musée Marmottan Monet, à Paris.